# 26 Leonis Minoris
26 Leonis Minoris är en vit stjärna i Lilla lejonets stjärnbild.
26 Leonis Minoris har visuell magnitud +7,10 och kräver fältkikare för att kunna observeras. Den befinner sig på ett avstånd av ungefär 265 ljusår.